# Мішкольц
Мішкольц  або Мишковець (угор. Miskolc, чеськ. і словац. Miškovec) — одне з двох найбільших міст на північному сході Угорщини. Адміністративний центр медьє Боршод-Абауй-Земплен. Четверте після Будапешта, Дебрецена і Сегеда місто Угорщини за кількістю жителів, нараховує 154 521 осіб (2019). Мішкольц розташований на річці Шайо біля підніжжя гірського масиву Бюкк. Відоме в першу чергу як важливий промисловий центр.

## Назва
Походить від слов'янського імені Мишко (чеськ. і словац. Miško), одного із видів слов'янського чоловічого імені Михайло. Пізніше назва набула угорського вигляду.
Найраніші згадки міста:
- que nunc vocatur Miscoucy (після 1200)
- de Myschouch (1225)
- de genere Myscouch (1230)
- in Miscovcy (1245)

## Географія і транспорт

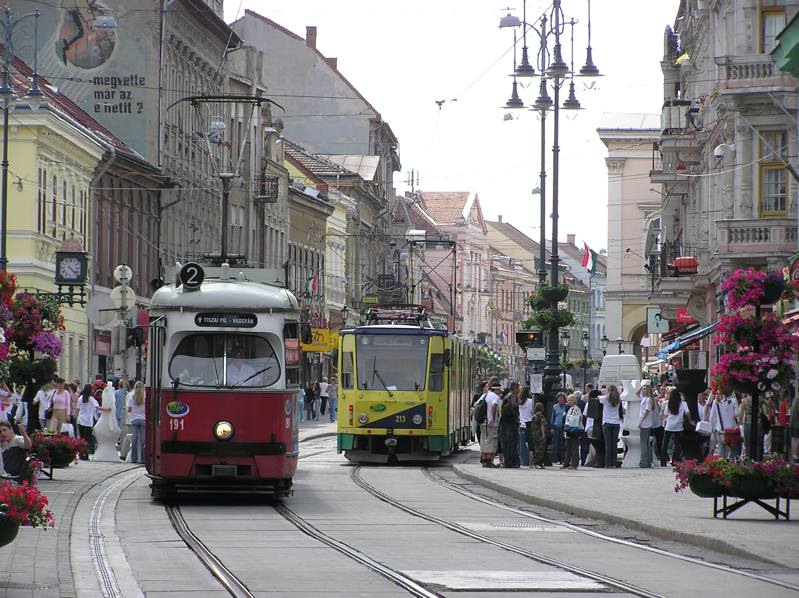
В центрі міста

Місто розташоване на річці Сінва поряд з місцем її впадіння в Шайо за 175 кілометрів на північний схід від Будапешта. Мішкольц пов'язаний з Будапештом автотрасою і залізничною магістраллю. Звичайні залізничні потяги покривають відстань між містами за 2-2,5 години; швидкісні експреси за 1 годину 40 хвилин. Залізниці ведуть з міста також у бік словацького м. Кошиці і Ньїредьгази, автомобільні дороги — на Кошиці та Дебрецен.
Міський транспорт представлений 45 автобусними лініями і двома трамвайними.
Поруч з містом є невеликий аеропорт, проте для перевезення пасажирів він не використовується.

### Клімат
Мішкольц розташований у зоні континентального клімату, котра характеризується прохолодним літом. Найтепліший місяць — липень з середньою температурою 20 °C (68 °F). Найхолодніший місяць — січень, з середньою температурою -3.3 °С (26 °F).
| Клімат Мішкольца        | Клімат Мішкольца | Клімат Мішкольца | Клімат Мішкольца | Клімат Мішкольца | Клімат Мішкольца | Клімат Мішкольца | Клімат Мішкольца | Клімат Мішкольца | Клімат Мішкольца | Клімат Мішкольца | Клімат Мішкольца | Клімат Мішкольца | Клімат Мішкольца |
| Показник                | Січ.             | Лют.             | Бер.             | Квіт.            | Трав.            | Черв.            | Лип.             | Серп.            | Вер.             | Жовт.            | Лист.            | Груд.            | Рік              |
| Абсолютний максимум, °C | 12               | 12               | 21               | 27               | 30               | 32               | 36               | 38               | 32               | 27               | 17               | 12               | 38               |
| Середній максимум, °C   | 0                | 0                | 7                | 15               | 20               | 25               | 26               | 26               | 22               | 15               | 7                | 3                | 14               |
| Середня температура, °C | −2               | −3               | 2                | 9                | 13               | 18               | 19               | 19               | 15               | 9                | 3                | 1                | 8                |
| Середній мінімум, °C    | −5               | −6               | −2               | 3                | 7                | 12               | 13               | 13               | 8                | 4                | 0                | −1               | 3                |
| Абсолютний мінімум, °C  | −26              | −25              | −13              | −7               | −1               | 0                | 6                | 7                | 1                | −3               | −12              | −16              | −26              |
| Норма опадів, мм        | 20               | 30               | 20               | 40               | 70               | 90               | 60               | 60               | 20               | 30               | 30               | 40               | 560              |
| ----------------------- | ---------------- | ---------------- | ---------------- | ---------------- | ---------------- | ---------------- | ---------------- | ---------------- | ---------------- | ---------------- | ---------------- | ---------------- | ---------------- |
| Джерело: Weatherbase    |                  |                  |                  |                  |                  |                  |                  |                  |                  |                  |                  |                  |                  |

## Історія
Поселення на місці Мішкольца існує з часів палеоліту, розкопки показали, що люди тут жили вже 70 000 років тому (на пагорбі Аваш де знаходиться Селетська печера, у якій жили давні люди, дала назва селетської культури). До римського завоювання тут жили кельтські племена, після розпаду імперії регіон розділив долю території всієї сучасної Угорщини — його населяли гуни, авари, слов'яни, а з кінця IX століття з'явились угорці.
В 1364 році король Лайош (Угорський) дарували Мішкольцу статус міста. У час його правління побудовано фортецю Діошдьєр, що розташовувалася біля Мішкольца, а нині перебуває в межах міста.
В 1544 році Мішкольц спалили турки, повністю місто звільнили лише наприкінці XVII століття австрійці. На початку XVIII століття Мішкольц став одним з центрів антигабсбурзької боротьби під керівництвом Ференца Ракоці. В 1707 році імперські війська взяли місто, знову спалили його вщент і підірвали стіни фортеці.
За «Етнографічною картою Австрійської монархії» 1855 року Карла Черніга дана територія була заселена змішаним угорсько-словацько-русинським населенням. 
У XVIII—XIX столітті місто поступово відновлювалося і розвивалося. В цей період місто також стало індустріалізованим, перші печі для виплавки чавуну тут були побудовані в 1770-ті роки. До початку XX століття місто стало одним з найважливіших індустріальних центрів Угорщини та центром металургії і важкого машинобудування країни.
Після краху соціалізму в 1990-ті роки промисловість міста поглинула важка і затяжна криза, яка і до цих пір не подолана. Криза призвела до відпливу працездатного населення з міста і, як наслідок, до різкого скорочення чисельності населення з 211 000 осіб у 1985 році до 178 тисяч у 2004.

## Економіка
В 80-х роках XX століття близько 2/3 населення міста працювало в металургії і важкому машинобудуванні. Економічна криза призвела до закриття в кінці XX століття більшості з них, що спричинило масове безробіття. До середини першої декади XXI століття криза була, в основному, подолана за рахунок розвитку малого бізнесу, а також реконструкції старих соціалістичних підприємств на сучасній основі.

## Культура
- Ляльковий театр «Чодамалом»

## Спорт
В Мішкольці базується футбольний клуб «Діошдьйор» (також був відомий як ВТК). В 1979 році він став бронзовим призером національної першості, двічі, в 1977 і 1980 роках вигравав кубок країни. Чемпіонат 2006/2007 року закінчив на 9 місці.
У 2009 році Мішкольц проводив чемпіонат світу зі спортивного орієнтування.

## Пам'ятки

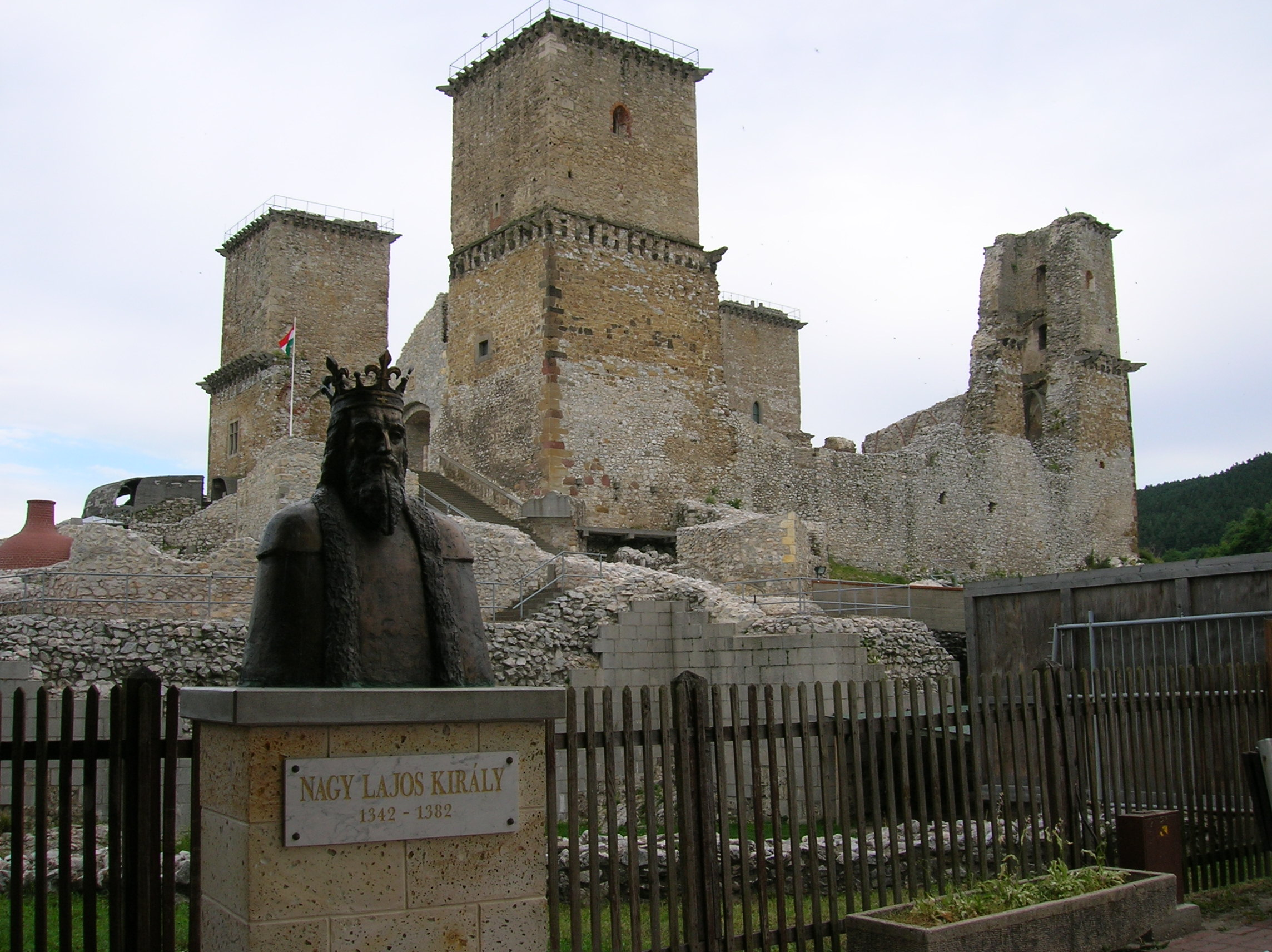
Фортеця Діошдьйор і пам'ятник королю Лайошу
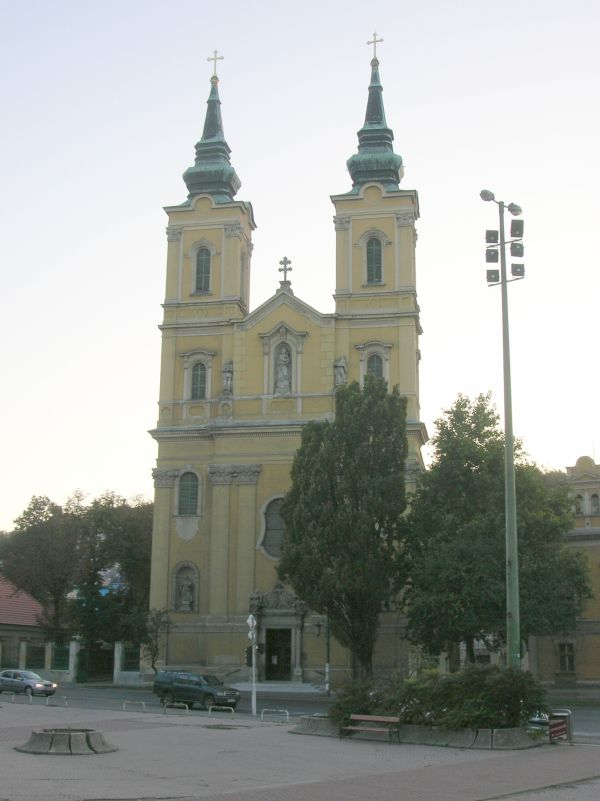
Католицький храм
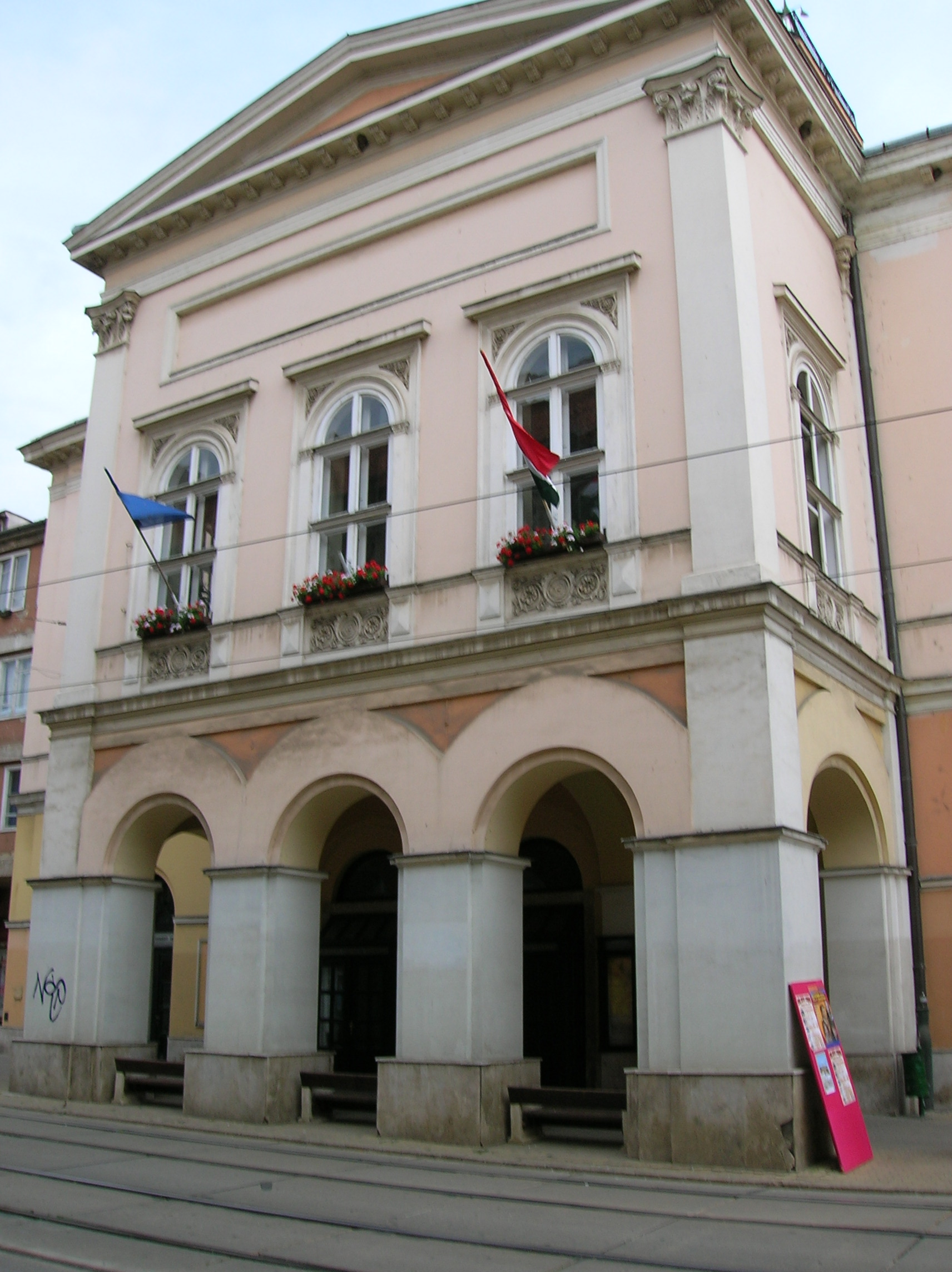
Національний театр
Купальні у Мішкольці

- Ратушна площа. Центр старого міста — типовий зразок угорського Старого міста з забудовою XVIII—XIX століть.
- Національний театр Мішкольца. Будівля побудована в стилі класицизму в 1856 році. Щорічно в театрі проводиться відомий оперний фестиваль.
- Кальвіністська церква. Знаходиться біля підніжжя пагорба Аваш. Побудована в готичному стилі в 1410 році, в XVII столітті перебудована. Унікальний дерев'яний інтер'єр.
- Грецька православна церква. Збудована грецькими купцями в кінці XVIII століття в стилі пізнього бароко. Головна визначна пам'ятка церкви — знаменитий іконостас (1783). Висота іконостасу — 16 метрів — що робить його найбільшим у Центральній Європі.
- Парафіяльна католицька церква. Парафіяльна католицька церква побудована в стилі бароко в XVIII столітті. Освячена на честь святих апостолів Петра і Павла, однак часто неофіційно називається церква Міндсенті, оскільки розташована на площі, що носить ім'я кардинала Йожефа Міндсенті.
- Фортеця Діошдьєр. Побудована в XIII столітті, в XVI столітті була розорена турками, а в 1706 році руйнування фортеці довершили імператорські війська, які боролися з Антигабсбурзькими повстанцями. В 1950-ті роки фортеця частково відреставрована.
- Купальня. Купальня складається з відкритих майданчиків, ряду термальних басейнів і водяних печер.

## Відомі уродженці
- Іштван Чуйяк з Мішкольца угор. Miskolczi Csulyak István (1575—1646) — угорський поет
- Габор Дойко (1769—1796) — угорський поет.
- Андрей Шагуна (1808—1873) — румунський богослов, церковний діяч.
- Емерик Прессбургер (1902—1988) — британський сценарист, кінорежисер і кінопродюсер угорського походження
- Мате Камараш (нар. 1976) — угорський актор, музикант.
- Петер Якаб (* 1980) — угорський політик.
- Holdviola — відома угорська поп-група

## Міста-побратими
- Ужгород, Україна
- Катовиці, Польща
- Острава, Чехія
- Ашаффенбург, Німеччина
- Тампере, Фінляндія
- Вологда, Росія

### Міста-партнери
- Кривий Ріг